# تپه کهل
تپه کهل مربوط به سده‌های میانه دوران‌های تاریخی پس از اسلام است و در شهرستان جلفا، بخش مرکزی، دهستان شجاع، ۱۰۰ متری جنوب روستای گلفرج واقع شده و این اثر در تاریخ ۲۷ اسفند ۱۳۸۶ با شمارهٔ ثبت ۲۲۵۹۲ به‌عنوان یکی از آثار ملی ایران به ثبت رسیده است.